# Clavisodalis heterocentroti
Clavisodalis heterocentroti is een eenoogkreeftjessoort uit de familie van de Taeniacanthidae. De wetenschappelijke naam van de soort is voor het eerst geldig gepubliceerd in 1970 door Humes.